# Yechiel Hameiri
Yechiel Hameiri, né le 20 août 1949, est un footballeur international israélien, évoluant au poste de gardien de but.

## Carrière
Hameiri joue en faveur de l'Hapoël Haïfa. Le 18 février 1969, il joue son seul match en équipe d'Israël et encaisse trois buts. 
Sélectionné pour la Coupe du monde 1970, il fait office de remplaçant de Yitzhak Vissoker et ne joue aucun match lors de cette compétition. Retournant avec son équipe, il n'arrive pas à s'imposer avec Haïfa en haut de tableau. En 1974, il remporte la Coupe d'Israël après une victoire sur l'Hapoël Petah-Tikvah.

## Palmarès
- Vainqueur de la Coupe d'Israël en 1974 avec l'Hapoël Haïfa